# John LaMotta
John LaMotta (ur. 8 stycznia 1939 w Brooklynie, w Nowym Jorku, zm. 29 stycznia 2014 w Los Angeles) – amerykański aktor filmowy i telewizyjny, wystąpił w roli Trevora Ochmonka w sitcomie stacji NBC Alf (1986-90). Był bratankiem legendarnego boksera Jake’a LaMotty.

## Filmografia
Filmy:
- Ninja 2: Zemsta ninja (1983) jako Joe
- Breakdance 2: Electric Boogaloo (1984) jako policjant
- Ninja 3: Dominacja (1984) jako Case
- Amerykański ninja (1985) jako Rinaldo
- Zapomnieć o strachu (1986) jako oficer policji
- Krwawa pięść IV: Śmiertelna próba (1992) jako Sal
- W grę wchodzi gruba forsa (1992) jako Gino
- Wampir w Brooklynie (1995) jako Lizzy
- Słodka pokusa (1996) jako Gino
- Syn chrzestny (1998) jako Maitre D'
- Pięć asów (1999) jako dziadek Yorgas

### Seriale TV
- Posterunek przy Hill Street (1981-87) jako kierowca (gościnnie)
- T.J. Hooker (1982-86) jako diler (gościnnie, 1984)
- Nieustraszony (1982-86) jako Bomper (gościnnie, 1985)
- Cagney i Lacey (1982-88) – gościnnie
- Detektyw Remington Steele (1982-87) jako Nine Fourty-Five (gościnnie, 1987)
- Hardcastle i McCormick (1983-86) jako Kenny Shaw (gościnnie, 1983)
- Webster (1983-89) jako pan Kimball (gościnnie, 1987)
- Dzieciaki, kłopoty i my (1985-92) jako Jerry/Salvatore Babotz/Buddy (gościnnie; 1986 i 1991)
- Alf (1986-90) jako Trevor Ochmonek, sąsiad rodziny Tannerów
- Przystanek Alaska (1990−1995) jako Salvatore D’Angelo (gościnnie, 1994)
- Sinatra (1992) jako Johnny Corrado
- Nowe przygody Supermana (1993-97) jako Allie Dinello (gościnnie, 1993)
- Pomoc domowa (1993-99) jako starszy lokaj (gościnnie, 1995)
- Frasier (1993−2004) jako Duke (gościnnie; 1994 i 1998)
- Dziewczyna z komputera (1994-98) jako próżny pirat (gościnnie, 1996)
- Ostry dyżur (1994–2009) jako Ivan Gregor (gościnnie w 4 odcinkach z 1994)
- Karolina w mieście (1995–1999) jako skupiony mężczyzna (gościnnie, 1998)